# Powiat Shiranuka
Powiat Shiranuka (jap. 白糠郡 Shiranuka-gun) – powiat w Japonii, w prefekturze Hokkaido, w podprefekturze Kushiro. W 2024 roku liczył 6898 mieszkańców.

## Miejscowości
- Shiranuka